# Brinnon
Brinnon – jednostka osadnicza w Stanach Zjednoczonych, w stanie Waszyngton, w hrabstwie Jefferson.